# دائرة شرطة الضرائب الفيدرالية في الاتحاد الروسي
دائرة شرطة الضرائب الفيدرالية في الاتحاد الروسي (بالروسية: Федеральная служба налоговой полиции Российской Федерации)‏ هي هيئة كانت تابعة لرئيس روسيا وكانت إحدى وكالات إنفاذ القانون القوية في روسيا. كانت موجودة من 1992 إلى 2003.
وعلى غرار العديد من مؤسسات مكافحة الفساد الأخرى التي أنشأها الاتحاد الروسي في أوائل تسعينيات القرن العشرين، تأسست هذه الوكالة الضريبية الجديدة على مجموعة من المعتقدات الشعبية ذات التوجه الإصلاحي، والتي ترى أن عمل الشرطة هو خدمة للمجتمع.
مع نهاية العقد، طغت آراء أكثر أبوية على أيديولوجية "الشرطة كخدمة". وفي أعقاب هذا التحول الأيديولوجي عام 1997، تسبب عدم دفع الضرائب في أزمة اقتصادية خطيرة في روسيا، وتعرضت الوكالة لإدانة متكررة في الغرب بسبب أساليبها العنيفة في حفظ الأمن. وفي عام 2003، أُلغيت خدمة شرطة الضرائب.